# Herálec

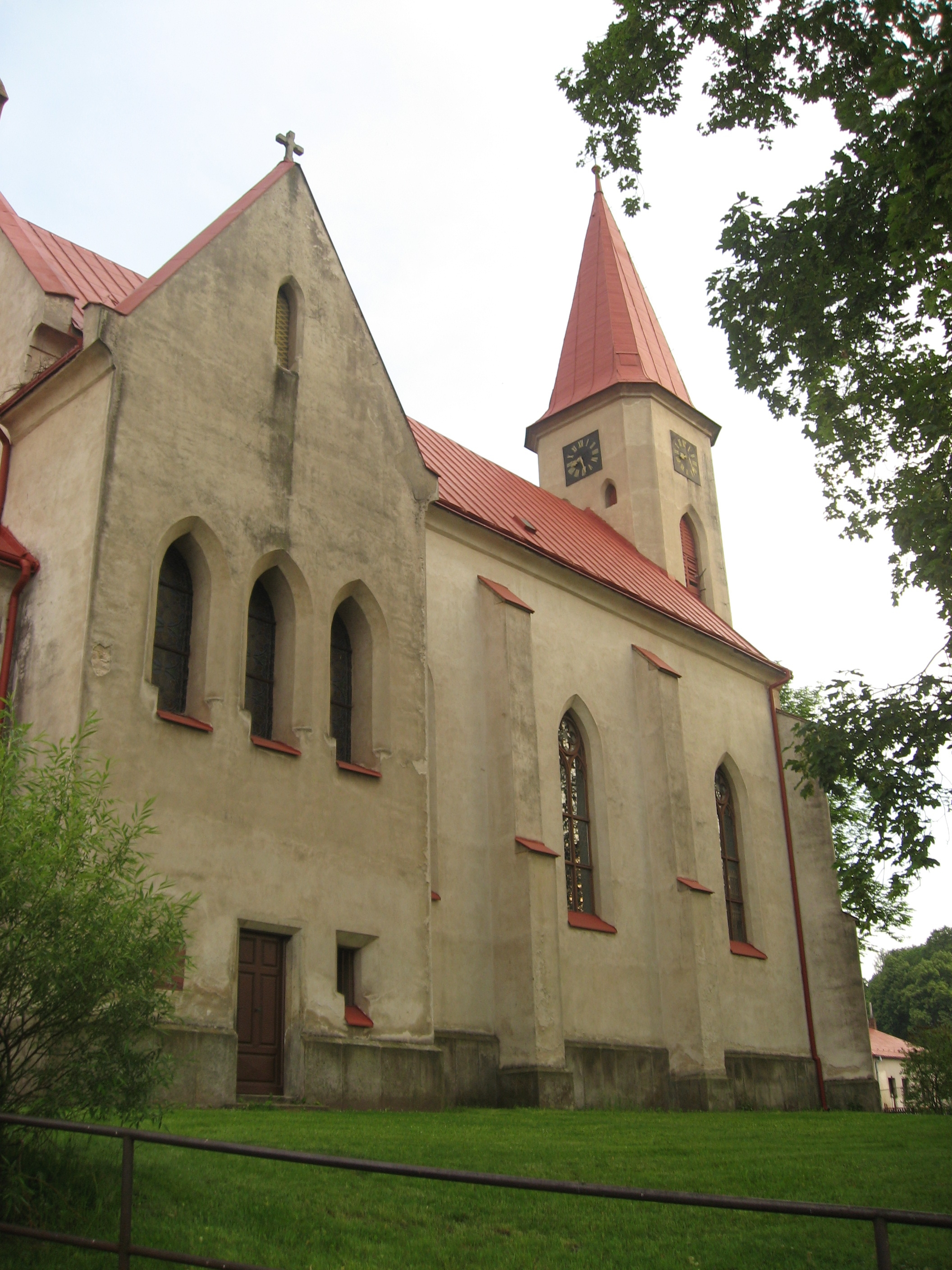
Kirche des hl. Bartholomäus

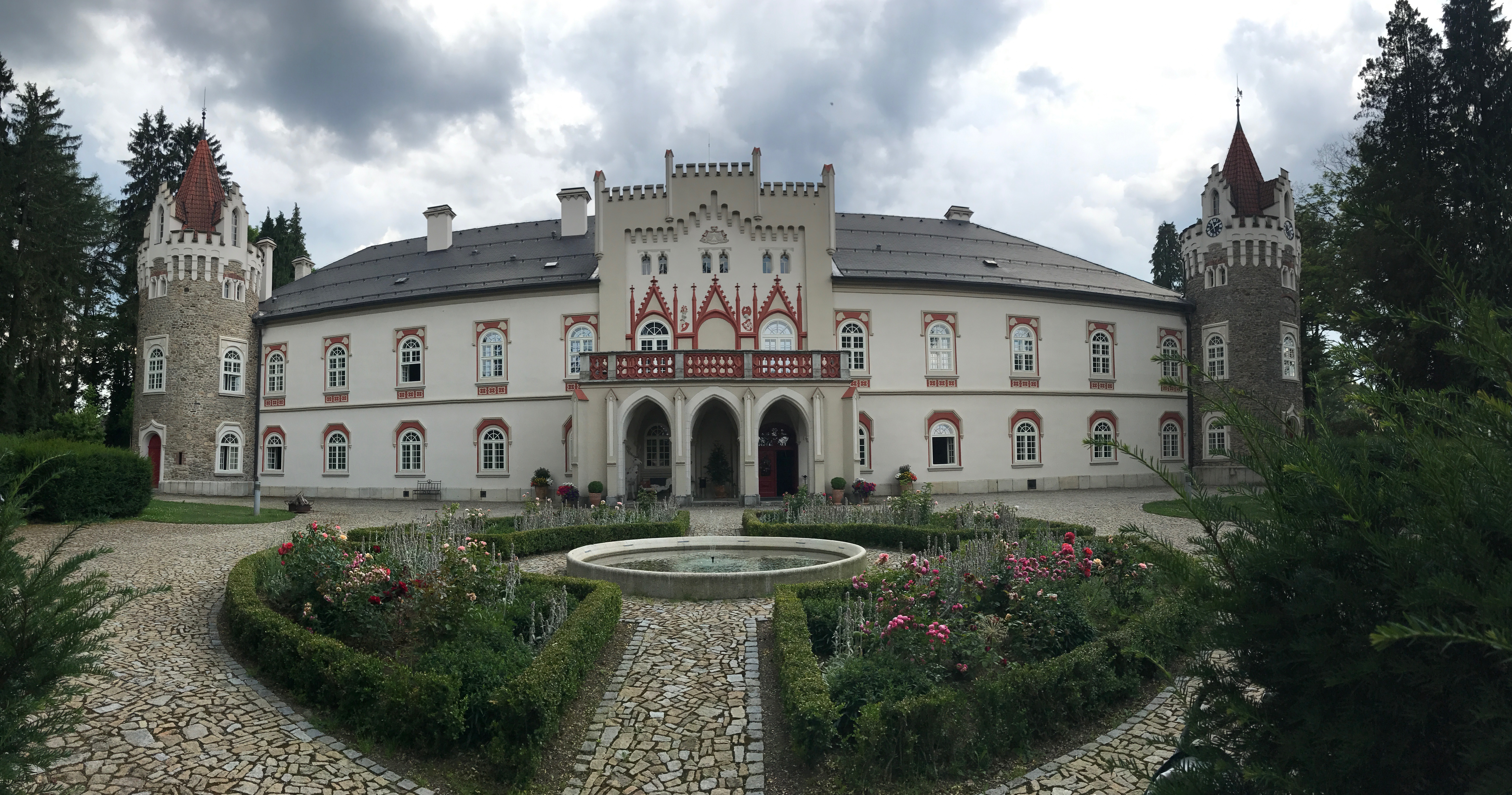
Schloss Herálec

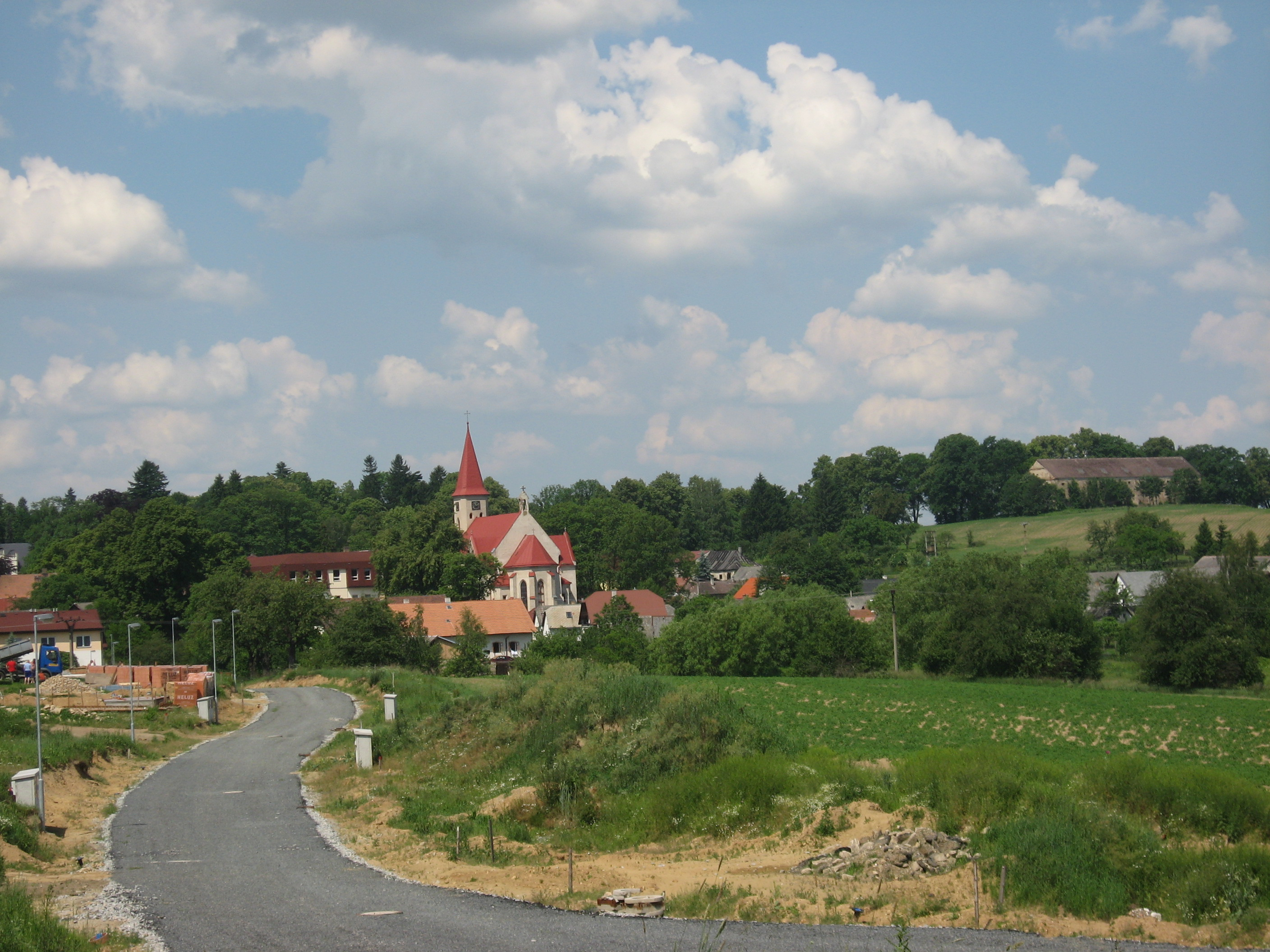
Blick auf das Dorf

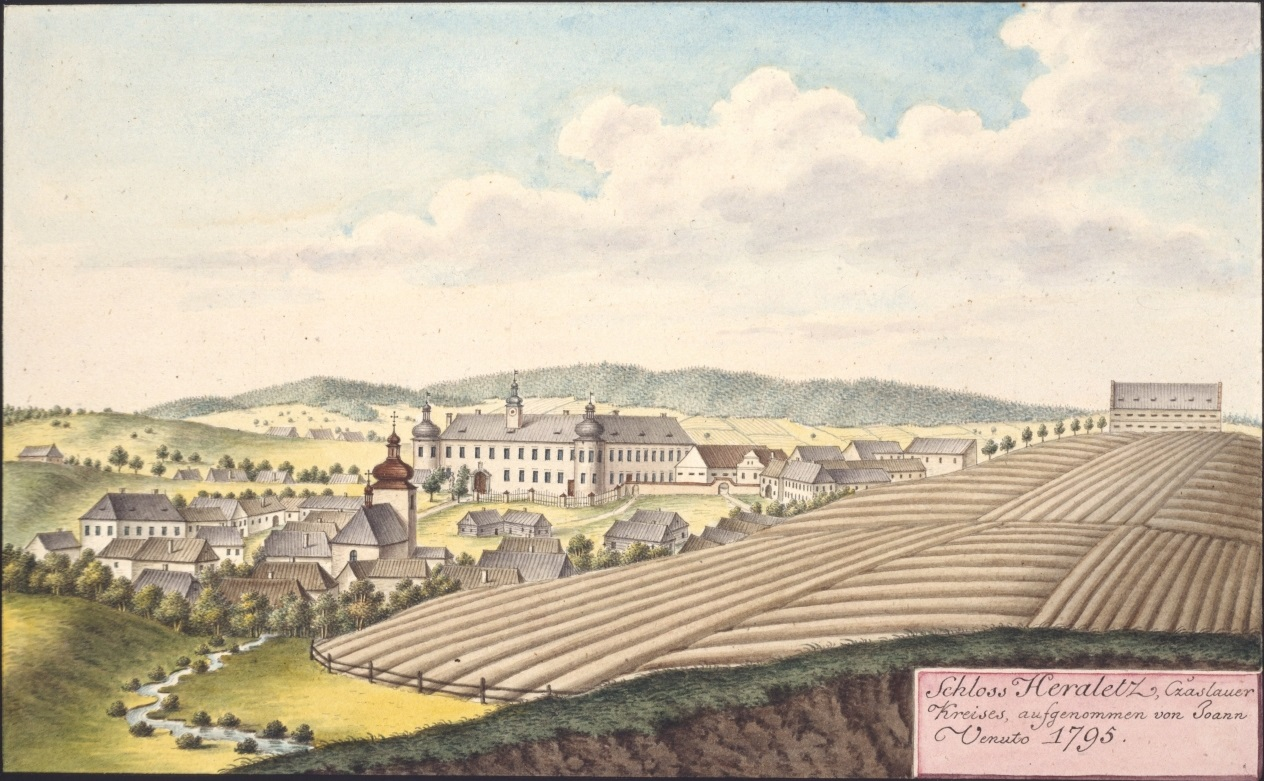
Schloss Heraletz, Czaslauer Kreises, aufgenommen von Johann Venuto (1795)

Herálec (deutsch Heraletz) ist eine Gemeinde in der tschechischen Region Vysočina. Sie liegt sieben Kilometer östlich des Stadtzentrums von Humpolec und gehört zum Okres Havlíčkův Brod.

## Geographie
Herálec befindet sich in der Quellmulde des Baches Herálecký potok in der Křemešnická vrchovina (Křemešník-Bergland). Durch den Ort führt die Staatsstraße II/348 zwischen Štoky und Humpolec. Südlich des Dorfes verläuft die Bahnstrecke Havlíčkův Brod–Humpolec. Im Norden erhebt sich der Na Kubínovsku (560 m n.m.), östlich der Šibeniční kopec (579 m n.m.), im Südosten die Olšina (612 m n.m.), südwestlich die Huština (633 m n.m.) und der Čihadlo (594 m n.m.) sowie im Nordwesten die Ohrada (595 m n.m.)
Nachbarorte sind Boňkov und Věž im Norden, Koječín, Radňov und Dobrohostov im Nordosten, Kochánov und Chválkov im Osten, Úsobí und Skorkov im Südosten, Slavníč und Pavlov u Herálce im Süden, Mikulášov und Kamenice im Südwesten, Plačkov und Dubí im Westen sowie Zdislavice und Splav im Nordwesten.

## Geschichte
Geralds wird als die älteste Niederlassung des Deutschen Ritterordens im Königreich Böhmen angesehen. Es wurde wahrscheinlich in der zweiten Hälfte des 12. Jahrhunderts gegründet. Als Sitz der Ordensritter wird eine in der Nähe der Wehrkirche gestandene Feste vermutet. Weitere Niederlassungen des Ordens im Hochland entstanden später in Gumpolds, Pilgrams und Ranards. Nach 1220 verkaufte der Landmeister Hermann Balko die Ordengüter im Hochland an das Kloster Selau und zog sich aus der Gegend zurück.
Die erste schriftliche Erwähnung des Dorfes Heralice erfolgte 1226 in einer Urkunde des Papstes Honorius III. als Besitz des Klosters Selau. In der Mitte des 13. Jahrhunderts besaß Oldřich von Říčan und Křivosudov eine Feste in Herálec. Ob es sich dabei um die ehemalige Ordensburg handelte, oder auch um die andere Feste westlich des Dorfes, an deren Stelle später das Schloss entstand, ist nicht sicher. Möglicherweise gab es in Herálec sogar drei feste Häuser, als dritter Standort ist der Speicherhügel möglich. Nach dem Tode des Oldřich von Říčan fiel die Feste an König Wenzel II. heim, der sie dem Kaufmann Reinher von Florenz überließ. Dieser verkaufte 1305 die Burg Křivsoudov sowie die Feste Herálec mit den zugehörigen Dörfern Herálec, Slavníč, Nová Ves, Pavlov, Mikulášov, Dubí, Bunovec, Weselí, Bonkov und Budíkov für 2000 Mark Silber seinem Bruder Heinrich Heidenreich, Abt des Klosters Sedlec. Heidenreich gab die Güter noch im selben Jahr an Reinher von Florenz zurück, der sie 1306 an Heinrich von Rosenberg veräußerte. Am 26. Juli 1307 tauschte von Rosenberg die Güter Křivsoudov und Herálec beim Prager Bischof Johann IV. von Dražice gegen Sepekov, Radimovice und Čelkovice ein. Als das Bistum 1344 zum Erzbistum erhoben wurde, umfasste die bischöfliche Herrschaft Herálec bereits 22 Dörfer (Herálec, Ousobí, Chválkov, Dobrohostov, Studénka, Skorkov, Velešov, Pavlov, Mikulášov, Slavníč, Dubí, Zdislavice, Boňkov, Jedouchov, Bezděkov, Čekánov, Bratroňov, Krásná Hora, Kojkovice, Březinka, Žďár und Hlavňov). Im erzbischöflichen Steuerregister von 1379 sind für Herálec 34 bewirtschaftete Hufen genannt. Bis zu den Hussitenkriegen gehörte die Herrschaft Herálec zu den umfangreichen Gütern des Erzbistums Prag, danach fiel sie der königlichen Kammer zu. Diese verkaufte die Herrschaft Herálec 1446 an Nikolaus Trčka von Lípa. Im Jahre 1601 veräußerten die Herren Trčka von Lípa die Herrschaft an Christoph Karl von Ruppau, der zudem auch die Herrschaft Humpolec und die Burg Orlík besaß. Um 1618 veräußerte er Boňkov an die Herren Trčka von Lípa. Nach der Schlacht am Weißen Berg wurden die Christoph Karl von Ruppau gehörigen Herrschaften Manětín, Herálec und Humpolec konfisziert. Die kaiserliche Kammer verkaufte Herálec und Humpolec 1623 für 83.264 Schock an Philipp d. Ä. zu Solms-Lich (1569–1631). Die Herrschaft Herálec bestand zu dieser Zeit aus dem Schloss Herálec sowie den Dörfern Herálec, Koječín, Radňov, Skorkov, Dubí, Bransoudov, Plačkov, Mikulášov, Kamenice, Pavlov, Čejov, Světlice und Hněvkovice. Die Pfarrei Herálec erlosch während des Dreißigjährigen Krieges, die Kirche wurde zur Filialkirche der Pfarrei Pollerskirchen. Nachfolgender Besitzer war Philipps Sohn Philipp Adam zu Solms-Lich (1611–1670), der 1637 bereits das angrenzende Gut Okrouhlice erworben hatte. Seine Witwe Helena, geborene Raschin von Riesenburg (1632–1699), erbte Okrouhlice; die Herrschaft Herálec mit Humpolec besaß sie gemeinschaftlich mit ihrer Tochter Josephina (1668–1722). Sie heiratete später in zweiter Ehe Ferdinand Rudolf von Waldstein. Nach dessen Tod wurden die Herrschaft Herálec und das Gut Okrouhlice 1696 an den Grafen Kornel verkauft. Im Jahre 1708 erwarb Michael Achatius von Kirchner die Herrschaft Herálec mit Humpolec für 142.000 Reichsgulden; für 43.000 Gulden kaufte er noch die Güter Pollerskirchen und Okrouhlice mit Věž hinzu, das Gut Okrouhlice überließ er jedoch noch im selben Jahre Johann Peter Straka von Nedabylic und Libčan. 1714 erwarb Anton Freiherr von Gastheim die Herrschaft Herálec mit Humpolec; 1717 verkaufte er sie zu Heiligabend für 240.000 Gulden an Ernst Augustin von Metternich (1694–1720). Nach dem plötzlichen Tod des kinderlosen Reichsgrafen Metternich fiel das Erbe seiner Schwester Eleonore Christine verw. Gräfin von Regal zu. Sie ließ 1726 auf dem Hügel nördlich des Dorfes einen mächtigen Kontributionsspeicher errichten. Am 24. Juni 1728 verkaufte sie die Herrschaft für 240.000 Gulden an Maximilian Freiherr von Deblin. Im Jahre 1750 war Franz Wilhelm Anton von Schellart zu Obbendorf Besitzer der Herrschaften Herálec und der Güter Pollerskirchen und Scheibeldorf. Am 8. Januar 1753 wurde die überschuldete Herrschaft Herálec für 160.000 Gulden zwangsversteigert. Neuer Besitzer wurde Jakob Benedikt von Neffzern, der für das Gut Herálec 79.332 Gulden und für das Gut Humpolec 79.505 Gulden geboten hatte. Er ließ 1755 einen Schlosskaplan anstellen, der zugleich auch das Amt des Lokalpfarrers von Herálec versah. Die Lokalkirche St. Bartholomäus wurde 1771 zur Pfarrkirche erhoben. 1780 zerstörte ein Großfeuer 26 Häuser und die Kirche. Im Jahre 1785 bestand das Dorf aus 63 Häusern und hatte 505 Einwohner. Kaiser Franz II. erteilte Herálec am 18. März 1800 das Privileg für drei Jahrmärkte. Am 30. August 1804 verkauften die Freiherren von Neffzern die Herrschaft für 480.000 Gulden an Franz von Wolkenstein-Trostburg. Er erteilte dem Städtchen Humpolec 1807 das Privileg zur Selbstverwaltung durch einen Magistrat. Während der Napoleonischen Kriege wurde der Kontributionsspeicher 1805, 1809 und 1813 als Militärlazarett genutzt, dies führte zum Ausbruch einer Typhusepidemie. Johann Ernst von Wolkenstein-Trostburg, der seit 1814 Besitzer der Herrschaft war, schenkte sie 1816 Karoline von Wolkenstein-Trostburg, geborene Esterházy. Diese verkaufte die Herrschaft am 15. Juni 1817 an die Witwe Theresia von Trauttmansdorff-Weinsberg, geborene Nádasdy (1771–1845). 1837 befreite sie das Städtchen Humpolec von der Untertänigkeit. Am 16. November 1838 verkaufte Theresia die Herrschaft ihrem Sohn Johann Nepomuk von Trauttmansdorff-Weinsberg (1804–1846). Danach erbte dessen Tochter Gabriele (1840–1923), die 1857 Ludwig zu Hohenlohe-Langenburg (1823–1866) und 1867 Ladislaus von Thun und Hohenstein (1835–1887) heiratete, die Herrschaft.
Die im Caslauer Kreis gelegene Herrschaft Heraletz umfasste 1840 eine Nutzfläche von 9665 Joch 827 Quadratklafter. Die zum Gut gehörigen Wälder mit einer Fläche von 2578 Joch 1150 Quadratklafter wurden von drei Forstrevieren in Brandsoudow, Kamenitz und Roskosch bewirtschaftet. Die Herrschaft unterhielt in Eigenregie sechs Meierhöfe in Bonkow, Brandsoudow, Duby, Heraletz, Hniewkowitz und Kojetschin (Koječín), zu denen mit Ausnahme von Duby auch Schäfereien gehörten; der Humpoletzer und der Swietlitzer Hof waren emphyteutisiert. Auf dem Gebiet lebten im Markt Heraletz, den Dörfern Bonkow, Kojetschin, Radniow, Pawlow (Pavlov u Herálce), Skorkau, Slawnitsch und Kamenitz (Kamenice) sowie den Dörfern des Gutes Humpoletz – Čegow, Swietlitz (Světlice), Roskosch (Rozkoš), Wilhelmau (Vilémov), Plačkow (Plačkov), Duby (Dubí), Mikulassow (Mikulášov) und Hniewkowitz (Hněvkovice) – insgesamt 2726 tschechischsprachige Personen, darunter vier protestantische (A.B.) und zwei jüdische Familien. Nicht inbegriffen ist dabei die Schutzstadt Humpoletz mit 3943 Einwohnern. Die Haupterwerbsquelle bildete die Landwirtschaft. Der Markt Heraletz bestand aus 106 Häusern, in denen 966 Personen, darunter vier protestantische und eine jüdische Familie lebten, und war Sitz des herrschaftlichen Oberamtes. Unter dem Patronat der Herrschaft standen die Pfarrkirche des hl. Bartholomäus, die Pfarrei und die Schule. Im Ort gab es ein obrigkeitliches Schloss mit einer Hauskapelle des hl. Michael, einen herrschaftlichen Meierhof mit Schäferei, eine herrschaftliche Pottaschensiederei und ein Wirtshaus. Abseits lagen die Nohawitzer Mühle (Nohavický Mlýn) mit einer Ölstampfe sowie das herrschaftliche Fischhaus (Rybárna). Außer den drei Jahrmärkten wurde in Heraletz auch ein Wochenmarkt abgehalten. Heraletz war Pfarrort für Bonkow, Kojetschin, Radniow, Pawlow, Skorkau und Slawnitsch. Bis zur Mitte des 19. Jahrhunderts blieb Heraletz der Amtsort der gleichnamigen Herrschaft.
Nach der Aufhebung der Patrimonialherrschaften bildete Herálec ab 1849 mit dem Ortsteil Boňkov  eine Marktgemeinde im Gerichtsbezirk Humpoletz. 1851 erfolgte der Bau der Straße nach Skála. Beim Choleraausbruch von 1866 starben innerhalb 44 Tagen 83 Menschen. Ab 1868 gehörte der Markt zum Bezirk Deutschbrod. 1869 hatte Herálec 997 Einwohner und bestand aus 110 Häusern. 1883 verkaufte Gabriele von Thun und Hohenstein die Gutsherrschaft Herálec an den Inspektor der Nordwestbahn Gustav Robert Groß. Nach dem Tod des Hofrates Groß veräußerte dessen Sohn Gustav Groß die Gutsherrschaft Herálec 1893 an die Eheleute Friedrich Leopold und Anna Milner. Am 15. Februar 1893 löste sich Boňkov von Herálec los und bildete eine eigene Gemeinde. Im Jahre 1900 lebten in Herálec 941 Menschen, 1910 waren es 921. Am 1. Juli 1910 wurde die Gemeinde Teil des neuerrichteten Bezirk Humpoletz. Ab 1914 gehörte das Schloss Herálec Milners Tochter Maria Theresia und deren Ehemann Rudolf Fügner, einem Bergwerksbesitzer aus Nordböhmen. 1930 hatte Herálec 883 Einwohner und bestand aus 153 Häusern. Zum Ende des Zweiten Weltkrieges floh die Familie Fügner vor der herannahenden Roten Armee aus Böhmen. Im Zuge der Gebietsreform von 1960 und der Aufhebung des Okres Humpolec wurde die Gemeinde dem Okres Havlíčkův Brod zugeordnet. 1961 erfolgte die Eingemeindung von Boňkov und Koječín. 1974 wurden Mikulášov, Pavlov u Herálce und Slavníč eingemeindet, im Jahr darauf Skorkov und 1976 schließlich Kamenice und Zdislavice (mit Dubí). Skorkov und Slavníč lösten sich zum 24. November 1990 wieder von Herálec los und bildeten eigene Gemeinden. Mit Beginn des Jahres 1992 wurde auch Boňkov wieder eigenständig. Beim Zensus von 2001 lebten in den 489 Häusern der Gemeinde 1100 Personen, davon 58 in Dubí (21 Häuser), 609 in Herálec (231 Häuser), 123 in Kamenice (85 Häuser), 83 in Koječín (37 Häuser), 38 in Mikulášov (23 Häuser), 118 in Pavlov u Herálce (50 Häuser) und 71 in Zdislavice (42 Häuser).

## Gemeindegliederung
Die Gemeinde Herálec besteht aus den Ortsteilen Dubí (Duby), Herálec (Heraletz), Kamenice (Kamenitz), Koječín (Kojetschin), Mikulášov (Mikulaschow), Pavlov u Herálce (Pawlow) und Zdislavice (Zdislawitz). Grundsiedlungseinheiten sind Dubí, Herálec, Herálec-u nádraží, Kamenice, Koječín, Mikulášov, Pavlov u Herálce, Splav (Splaw) und Zdislavice. Zu Herálec gehören zudem die Wohnplätze Cihelna, Myslivna, Nohavický Mlýn, Půlník, Rybárna, Satrapa, V Požářích, U Honzlů, U Kulíků, U  Miksů, U Palánů, U Šidláků  und Ulrichův Mlýn.
Das Gemeindegebiet gliedert sich in die Katastralbezirke Dubí, Herálec, Kamenice u Herálce, Koječín, Mikulášov, Pavlov u Herálce und Zdislavice u Herálce.

## Sehenswürdigkeiten
- Schloss Herálec, errichtet 1658–1661 für Philipp Adam zu Solms-Lich als Barockschloss; Johann Nepomuk von Trauttmansdorff-Weinsberg ließ das Schloss 1838 im neugotischen Stil umgestalten. 1945 wurde das Schloss als feindlicher Besitz konfisziert, da der geflohene Besitzer Rudolf Fügner während der Besetzungszeit die deutsche Staatsangehörigkeit angenommen hatte. Von Mai bis September 1945 hielt die Rote Armee das Schloss besetzt, dabei wurde es ausgeplündert und verwüstet. Danach diente es zunächst als Politschule, später als Internatsschule. Nach der Samtenen Revolution 1989 wurde das Schloss privatisiert, heute ist darin das Hotel Chateau Herálec untergebracht. Der dreiflüglige Bau mit zwei Ecktürmen wird von einem englischen Park umgeben. Im ersten Geschoss befindet sich die ehemalige Schlosskapelle der hl. Anna.
- Neugotische Kirche des hl. Bartholomäus, sie ist seit dem 13. Jahrhundert nachweislich und war ursprünglich eine Wehrkirche des Deutschen Ordens. 1654, 1780 und 1873 wurde sie bei Bränden zerstört. Der heutige Bau entstand 1877–1880 nach Plänen des Architekten Bedřich Wachsmann. In der Kirche befinden sich die Grablegen von Philipp Adam zu Solms-Lich und Jakob Benedikt von Neffzern.
- Barocker Kontributionsspeicher auf dem Hügel zwischen Boňkov und Herálec, errichtet 1726 für die Gräfin von Regal. Am Standort des Speichers könnte möglicherweise die Ordensburg Geralds gestanden und ihre Überreste für den Speicherbau verwendet worden sein.
- Statue des hl. Florian auf dem Markt
- Statue des hl. Johannes von Nepomuk am Schloss
- Eisenbahnmuseum Kamenice
- Westernstädtchen Stonetown bei Kamenice

## Söhne und Töchter der Gemeinde
- Adolf Kosárek (1830–1859), Landschaftsmaler
- Antonín Bláha (1882–1972), der Violinist wanderte 1903 in die USA aus und wurde Mitglied des Philadelphia Orchestra, später der San Francisco Symphony. Sein Enkel ist der Astronaut John E. Blaha.
- Lothar Groß (1887–1944), Historiker und Archivar
- Jan Zábrana (1931–1984), Schriftsteller, Dichter und Übersetzer